# Edward Boxer
Edward Mounier Boxer (1822 – 1898) è stato un militare e inventore inglese.
Colonnello dell'esercito, nel 1855 fu nominato Sovrintendente del British Royal Laboratory al Royal Arsenal di Woolwich. Nel 1865 inventò il razzo a due stadi, ponendo due razzi uno dietro l'altro dentro un unico tubo. Nel 1866 brevettò il sistema a innesco centrale per le cartucce, mediante una capsula posta al centro del bossolo.